# SN 2010gw
SN 2010gw – supernowa typu II-P odkryta 10 sierpnia 2010 roku w galaktyce IC4992. W momencie odkrycia miała maksymalną jasność 16,60m.